# Abedal Acade Cã
Saíde Abedal Acade Cã (em russo: Сеид Абдулахад-хан; romaniz.: Seid Abdalakhad-Khan; em usbeque: Said Abdulahad-Xon), melhor conhecido apenas como Abedal Acade Cã, foi emir de Bucara da dinastia manguita de 1885 a 1911. Sucedeu a seu pai Muzafaradim. Apesar de ser vassalo nominal do Império Russo, nas políticas domésticas, reinou independentemente. Como autocrata, assumiu que o tesouro do Estado era sua riqueza. Gastou as receitas no exército, administração e corte. Investiu minimamente em estradas e no sistema de irrigação local, mas se negou a investir em saúde e educação.
Em janeiro de 1910, eclodiu um conflito entre os sunitas usbeques e os xiitas persas. Abedal Acabe Cã preferiu usar antigos escravos persas na administração, o que enfureceu os usbeques que encabeçaram uma onda de massacres por todo o emirado que só foram interrompidos com o uso de tropas russas. Estes eventos quase levaram à anexação do Emirado de Bucara pelo Império Russo, um fato evitado pelo envolvimento dos russos nos eventos internacionais que desencadearam a Primeira Guerra Mundial em 1914. Seja como for, em 1911, foi sucedido por seu filho Maomé Alim Cã (r. 1911–1920).